# Los troperos
Los troperos es una película de Argentina filmada en blanco y negro, dirigida por Juan Sires y basada en una adaptación del guion de Juan Raúl Young. La película se estrenó el 23 de abril de 1953 y tuvo como protagonistas a Charlo, Guillermo Battaglia, María Esther Buschiazzo, María Esther Podestá y Eva Dongé. Fue filmada en Neuquén y Mendoza.

## Sinopsis
La lucha de los primeros colonos del sur de Argentina contra los indios cuatreros y los terratenientes.

## Reparto
- Charlo
- Guillermo Battaglia
- María Esther Buschiazzo
- María Esther Podestá
- Eva Dongé
- Ricardo Aldao
- Juan de los Santos Amores
- Eve Ziegler
- Carlos Carella

## Comentarios
King opinó:

”Juan Sires expresa la historia dejándose influenciar indudablemente por el cliché de tantos films del far west producidos en Hollywood.”

En tanto Manrupe y Portela escriben:

”Film de acción, con mucho de western y buena fotografía en exteriores.”